# Erhard von Büren
Erhard von Büren (* 29. Dezember 1940 in Oberdorf SO) ist ein Schweizer Schriftsteller.

## Leben und Wirken
Erhard von Büren wuchs in einer Arbeiterfamilie auf und besuchte das Lehrerseminar in Solothurn. Er studierte in Zürich Psychologie und Germanistik und promovierte mit einer Dissertation über die Bedeutung der Psychologie im Werk Robert Musils. Neben seinem Studium arbeitete er als Primarlehrer.
Er unterrichtete Pädagogik in Aarau und war Seminarlehrer in Solothurn. Nach Studienaufenthalten in Paris arbeitete er als Dozent am Didaktischen Institut der Nordwestschweizerischen Erziehungsdirektorenkonferenz (NWEDK).
Er organisierte Lesungen für die Autoren der Reihe «Sisyphus» (Zytglogge Verlag); von 1999 bis 2005 war er Mitglied der kantonalen Fachkommission Literatur und hielt an Universitäten in Indien und China Gastvorträge über Schweizer Literatur.
Von Büren lebt als freier Schriftsteller in Solothurn.

## Auszeichnungen
- 1989: Werkpreis des Kantons Solothurn
- 1993: Werkbeitrag des Kantons Solothurn
- 2007: Preis des Kantons Solothurn für Literatur

## Werke
- Zur Bedeutung der Psychologie im Werk Robert Musils. Dissertation. Zürcher Beiträge zur deutschen Literatur- und Geistesgeschichte, 37. Atlantis Verlag, Zürich 1970.
- Abdankung. Ein Bericht. Roman. Zytglogge Verlag, Bern 1989, ISBN 3-7296-0328-0. Neuauflage: tredition, Hamburg 2020, ISBN 978-3-347-08437-7. 
  - Englische Übersetzung: Epitaph for a Working Man. Matador, Kibworth Beauchamp, UK 2015, ISBN 978-1-784622-99-2.
- Wespenzeit. Roman. Rotpunktverlag, Zürich 2000, ISBN 3-85869-206-9. 
  - Englische Übersetzung: Wasp Days. Matador, Kibworth Beauchamp, UK 2016, ISBN 978-1785892-783
- Ein langer blauer Montag. Roman. verlag die brotsuppe, Biel/Bienne 2013, ISBN 978-3-905689-47-1. 
  - Englische Übersetzung: A Long Blue Monday. Matador, Kibworth Beauchamp, UK 2018, ISBN 978-1-789014-17-4.
- Frühenglisch. In: Kanton Solothurn-LiteraturPanorama. Lehrmittelverlag, Solothurn 2013-
- Vita-Parcours. In: Solothurner Lesebuch. Kulturbuchverlag Herausgeber.ch, Riedtwil 2014, ISBN 978-3-905939-26-2.
- Treffen in Trier. In: Traumberuf Willi: Willi Schmid zum 90. Geburtstag. Anina und Ursina Barandun (Hrsg.) Tubak Verlag, Bern 2018.